# Amedeo Guillet
Amedeo Guillet (Plasencia, 7 de febrero de 1909 - Roma, 16 de junio de 2010), alias el Comandante Diavolo (Comandante Diablo), fue un diplomático y funcionario del ejército italiano.

## Vida
Descendiente de una noble familia del Piamonte, se graduó de la Academia de Infantería y de Caballería de Módena en 1930 y comenzó su carrera en el ejército italiano. Participó en la guerra civil española y en la Segunda Guerra Mundial. Después de la guerra mundial era uno de los pocos hombres aún en vida que han mandado a la caballería en guerra.
Con su alias de "Comandante Diablo", Amedeo Guillet, en razón de su valor, se hizo famoso durante la guerra de guerrillas italiana en Eritrea y Etiopía, en 1941-42. Durante más de diez meses puso en aprieto a los Aliados que ocupaban la Eritrea italiana con su Gruppo Bande Amhara.
Perseguido por los británicos, se refugió en Yemen, de donde logró volver a Italia en septiembre de 1943 tratando de obtener armas para seguir su guerrilla en contra de los Ingleses en Eritrea.
Hizo carrera diplomática desde 1946 y murió centenario en Roma - después de haber vivido en el Reino Unido por muchos años - en junio de 2010.